# Warrior (Alabama)
Warrior es una ciudad ubicada en los condados de Jefferson y Blount en el estado estadounidense de Alabama. En el año 2000 tenía una población de 3169 habitantes y una densidad poblacional de 155,3 personas por km².

## Geografía
Warrior se encuentra ubicada en las coordenadas 33°48′48″N 86°48′41″O / 33.81333, -86.81139. Según la Oficina del Censo, la localidad tiene un área total de 20,4 km² (7,9 mi²), de la cual 20,4 km² (7,9 mi²) es tierra y 0 km² (0 mi²) (0.62%) es agua.

## Demografía
Según la Oficina del Censo en 2000 los ingresos medios por hogar en la localidad eran de $28,143, y los ingresos medios por familia eran $35,697. Los hombres tenían unos ingresos medios de $32,306 frente a los $20,486 para las mujeres. La renta per cápita para la localidad era de $14,919. Alrededor del 15,9% de la población estaban por debajo del umbral de pobreza.